# Aparotopus
Aparotópus — рід жуків родини Довгоносики (Curculionidae).

## Зовнішній вигляд
Основні ознаки роду :
- головотрубка майже кругла у поперечному перерізі, пунктирована, без серединного кілю, її бічні края паралельні;
- перші три членики лапки мають губчасту підошву,  2-й членик коротший від 3-го.
- лопаті  передньоспинки позаду очей гострі, з довгими війками;
- плечі надкрил добре виражені;
- черевце вкрите чіткими крапками.

До цього роду віднесений один вид – Aparotopus cribrosus,   довжина тіла якого становить 7.5-10 мм.

## Спосіб життя
Не вивчений. Ймовірно, він типовий для Cleonini . 

## Географічне поширення
Aparotopus cribrosus знайдений на острові Мадагаскар.

## Класифікація
У роді описаний лише один вид — Aparotopus cribrosus Fairmaire, 1896.